# تفاعل حمض-قاعدة
التفاعل الحمضي-القاعدي هو تفاعل كيميائي يحدث بين الحمض والقاعدة. عدة مصطلحات تستخدم هنا لوصف آليات التفاعل وشرح هذه التفاعلات وتطبيقاتها. بالرغم من تشابه تعريفات الحمض والأساس فإن كل تعريف له أهميته واستخداماته في تفاعلات حمض-قاعدة بالنسبة إلى تفاعلات السوائل والغازات.
أول هذه التعريفات كان عن طريق الكيميائي الفرنسي أنطوان لافوازييه وذلك عام 1776.
تستند دراسة تفاعل حمض-قاعدة إلى مفهوم يوهانس نيكولاوس برونستد وتوماس لوري. ورغم أنهما اعتمدا في صياغتهما تعريف سفانت أرينيوس عن تفاعلات وضع بروتون مع الماء فقد قاما بتعميم ذلك التفاعل على غير الماء. وفي وقتنا الحاضر نعتمد كثيرا على تعريف جيلبرت لويس.

## تعريفات الحمض والقاعدة

### التطور التاريخي
أول من اقترح مفهوم تفاعل الحمض مع القاعدة كان الكيميائي الفرنسي كواليوم فرانسوا راؤول سنة 1754 وهو من أضاف مصطلح «قاعدة» إلى الكيمياء وهي المادة التي تتفاعل مع الحمض لتحوله إلى الحالة الصلبة (على هيئة ملح).

#### نظرية الأكسجين للافوازييه
أول من وضع تعريفًا علميًا للحمض والقاعدة هو أنطوان لافوازييه سنة 1776. كانت معرفة لافوازييه بالأحماض القوية مقصورة على الأحماض الأكسجينية مثل حمض النتريك HNO3 وحمض الكبريتيك H2SO4 والتي تحتوي على ذرات مركزية تكون في حالة تاكسدية عالية ومحاطة بذرات الأكسجين، ولم يكن لافوازييه مدركًا لتركيب الأحماض الهالوجينية (حمض الهيدروفلوريك HF، حمض الهيدروكلوريك HCl، حمض الهيدروبروميك HBR، حمض الهيدرويوديك HI)؛ لذا فقد عرّف الأحماض بالاعتماد على ما تحتويه من ذرات الأكسجين وكلمة أكسجين تعني باليونانية مولِّد الحمض (من الكلمتين اليونانيتين οξυς (oxys) وتعني حمض و γεινομαι (geinomai) وتعني مولد). بقي تعريف لافوازييه سائدًا مدة 30 عامًا إلى نشر همفري ديفي سنة 1810 مقالة وألقى عدة محاضرات لاحقة أثبت فيها غياب الأكسجين عن حمض كبريتيد الهيدروجين H2S وتولوريد الهيدروجين H2Te والأحماض الهالوجينية. ولكن لم يفلح ديفي في وضع نظرية جديدة، ووصل إلى نتيجة مفادها أنّ «الحامضية لا تعتمد على مادة معيّنة، ولكن على طريقة ترتيب فريدة لعدد من المواد». عدّل يون ياكوب بيرسيليوس نظرية الأكسجين لتنصّ على أنّ الأحماض هي أكاسيد اللافلزات أم القواعد فهي أكاسيد الفلزات.

#### نظرية الهيدروجين لليبيغ
اقترح يوستوس فون ليبيغ سنة 1838 أن الحمض هو مركب يحتوي على ذرة هيدروجين يمكن للفلز أن يحل محلها. استند ليبيغ في إعادة تعريف الأحماض على تجاربه المكثفة في تحليل التركيب الكيميائي للأحماض العضوية، ومع أنّ تعريف ليبيغ كان تعريفًا عمليًا خالصًا، إلاّ أنه بقي سائدًا ما يقارب نصف قرن إلى أن جرى اعتماد تعريف أرينيوس.

### نظرية أرينيوس

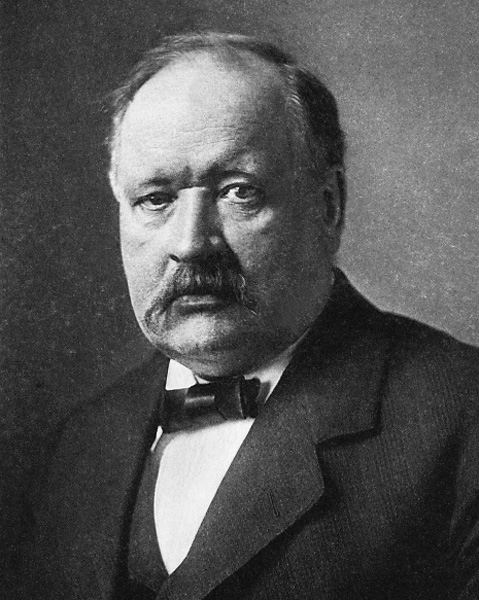
سفانت أرينيوس

وُضع أول تعريف حديث للأحماض والقواعد على يد سفانت أرينيوس. بدأت نظرية الهيدروجين من التجارب التي أجراها أرينيوس مع فريدريك فيلهلم استفالد لإثبات وجود الأيونات في المحاليل المائية وهي تجارب قادت أرينيوس إلى الفوز بجائزة نوبل في الكيمياء سنة 1903.
قام أرينيوس عام 1887 بصياغة مفهوم حمض-قاعدة معتمدا على نظرية التأين , وظاهرة التوصيل الكهربائي المعين عمليا على محاليل الأملاح في الماء وكذلك محاليل أحماض أو قواعد. وكان ارينيوس يجري تجاربه على محاليل الأملاح باعتبارها كهارل، كما استخدم الأحماض أيكا في التحليل الكهربائي. وتبين له أن تلك المواد تتفكك في الماء، ويرتبط توصيلها للكهرباء بتكوينها جزيئات موجبة الشحنة تتحرك في المحلول ويسمى الواحد منها كاتيون، وجزيئات سالبة الشحنة الكهربية يسمى الواحد منها أنيون.
وفقًا لأرينيوس فإن:
- حمض أرينيوس هو المركب الذي يؤدي تحلله في الماء إلى تكوين أيونات الهيدروجين (H+)[11]، وهذا يعني أن الحمض يزيد تركيز أيونات H+ في المحلول المائي.

يؤدي هذا إلى برتنة الماء أو إنتاج أيون الهيدرونيوم (H3O+)، وفي أدبيات الكيمياء المعاصرة يستخدم الرمز H+ كاختصار للأيون H3O+ لأنّ من المعروف الآن أنّ البروتون غير موجود كفصيل حر في المحلول المائي.
- قاعدة أرينيوس هي المركب الذي يؤدي تحلله في الماء إلى تكوين أيونات الهيدروكسيد (OH−)، وهذا يعني أن القاعدة تزيد تركيز أيون OH− في المحلول المائي.

إن تعريفي أرينيوس للحمض والقاعدة مقيدان بالمحاليل المائية، ويشير إلى تركيز أيونات المذيب، ووفقًا لهذين التعريفين فإن H2SO4 و HCl النقيين الذائبين في التولوين لا يعدّان حمضين، وكذلك الأمر بالنسبة إلى منصهر NaOH ومحاليل أميد الكالسيوم في الأمونيا السائلة إذ لا يعدّان قواعد أيضًا. هذا القصور في تعريف الحامضية والقلوية (القاعدية) في المحاليل غير المائية أدى لاحقًا إلى تطوير نظرية برونشتد ولوري وتلتها نظرية لويس.
يسمى تفاعل الحمض مع القاعدة بتفاعل التعادل، وينتج عن هذا التفاعل الملح والماء:
{\displaystyle {\ce {acid + base -> salt + water}}}
يعد تفاعل التعادل تفاعل إحلال مزدوج، فعلى سبيل المثال ينتج عن تفاعل حمض الهيدروكلوريك HCl مع هيدروكسيد الصوديوم NaOH كل من كلوريد الصوديوم NaCl والماء.
{\displaystyle {\ce {{HCl_{(aq)}}+NaOH_{(aq)}->{NaCl_{(aq)}}+H_{2}O}}}
لم تحتوِ المعادلات التي كتبها أرينيوس على المعدِّل (aq) بل كان يفترض وجوده ضمنيًا، إذ أنّه يشير إلى أنّ المادة ذائبة في الماء، وعلى الرغم من أن المواد الثلاثة أعلاه HCl و NaOH و NaCl موجودة بصورة نقية إلّا أنّها تتحلل بالكامل في المحاليل المائية لتكون أيونات H+ و Cl− و Na+ و OH− المائية.

### تعريف برونستد-لوري
وضع تعريف برونستد-لوري سنة 1923 من قبل العالمين يوهانس نيكولاوس برونستد في الدنمارك وتوماس لوري في انكلترا، استنادًا إلى فكرة إضافة بروتون إلى القواعد عن طريق نزع بروتون من الأحماض، بمعنى أنّ الأحماض هي المركبات التي تمنح أيون الهيدروجين (H+) - والتي تعرف بالبروتونات - إلى القواعد التي تستقبل هذه الأيونات.
ووفقأ لهذا التعريف فإنّ تفاعل الحمض مع القاعدة هو تفاعل إزالة أيون الهيدروجين من الحمض وإضافته إلى القاعدة، وتؤدي إزالة أيون الهيدروجين من الحمض إلى إنتاج القاعدة القرينة conjugate base والتي لا تعدو كونها حمضًا نُزع منه أيون الهيدروجين. وبالمثل، فإن استقبال أيون الهيدروجين من طرف القاعدة ينتج حمضًأ قرينًا conjugate acid، والذي لا يعدو كونه قاعدة أضيف إليها أيون الهيدروجين.
على خلاف التعريفات السابقة للأحماض والقواعد، فإن تعريف برونستد-لوري لا يشير إلى تكون الملح والمذيب، وإنما إلى تكون الأحماض القرينة والقواعد القرينة، والتي تنتج من انتقال البروتون من الحمض إلى القاعدة، ووفقًا لهذا التعريف فإنّ الأحماض والقواعد تسلك سلوكًا يختلف جوهريًأ عن الأملاح، والتي يُنظر إليها على أنّها الكتروليتات تخضع لنظريات ديباي وأونساكر وغيرهما. لا يتفاعل الحمض مع القاعدة لإنتاج الملح والمذيب، وإنما لإنتاج حمض جديد وقاعدة جديدة، وهذا يعني غيابًا تامًا لمفهوم التعادل. يستقل سلوك الأحماض والقواعد بصورة تامة عن أي مذيب، وبهذا تدخل المزيد من المركبات ضمن هذا التعريف مقارنة بتعريف أرينيوس. يعتمد حساب قيمة pH (الأس الهيدروجيني) في نظرية أرينيوس على ذوبان القواعد في الماء (المحلول المائي) أما نظرية برونستد ولوري فقد توسعت في مجال قياس الأس الهيدروجيني ليشمل المحاليل الذائبة وغير الذائبة (الغاز، السائل، الصلب).
الصيغة العامة لتفاعل الحمض مع القاعدة وفقًا لتعريف برونستد-لوري هي:
{\displaystyle {\ce {{HA^{-}}+B->{BH+}+A}}}
تمثل HA الحمض، وB القاعدة، و BH+ الحمض القرين، وA− القاعدة القرينة للحمض HA.
فعلى سبيل المثال تكون معادلة تحلل حمض الهيدروكلوريك في المحلول المائي:
{\displaystyle {\ce {HCl + H2O <=> H3O+ + Cl-}}}
تؤدي إزالة أيون الهيدروجين H+ من HCl إلى إنتاج أيون الكلوريد Cl- والذي يمثّل القاعدة القرينة للحمض. وتؤدي إضافة أيون الهيدروجين H+ إلى جزيئة الماء (التي تسلك سلوك القاعدة في هذا المثال) إلى تكوين أيون الهيدرونيوم H3O+ والذي يمثل الحمض القرين للقاعدة.
يعد الماء مركبًا أموفتيريًا أي أنّ بمقدوره أن يسلوك سلوك الأحماض والقواعد، وتفسر نظرية بروسنتد ولوري هذا السلوك بتحلل الماء إلى تراكيز منخفضة من أيونات الهيدرونيوم والهيدروكسيد:
{\displaystyle {\ce {H2O + H2O <=> H3O+ + OH-}}}
توضح الصورة أدناه ما يحدث في هذا التفاعل:

### تعريف لويس
وضع جيلبرت لويس سنة 1923 -وهو نفس العام الذي وضع فيه تعريف بورنستد ولوري - تعريفًا لا يحتاج إلى وجود الهيدروجين كما هو الحال في تعريف برونستد ولوري ولكنه لم يعتمد هذا التعريف حتى سنة 1938. فعوضًا عن تعريف تفاعلات حمض-قاعدة بالاعتماد على البروتونات أو أي عناصر أخرى، عرّف لويس القاعدة (ويشار إليها بقاعدة لويس) بأنّها المركب الذي يمكنه منح مزدوج إلكتروني، وعرّف الحمض (حمض لويس) بأنّه المركب الذي يمكنه استقبال هذا المزدوج الإلكتروني. فعلى سبيل المثال يعدّ BF3 ثلاثي فلوريد البورون حمض لويس، إذ بمقدوره استقبال مزدوج إلكتروني لأنّه يمتلك مكانًا شاغرًا وفقًا لقاعدة الثمانيات التي وضعها لويس نفسه. أما أيون الفلوريد فيمتلك غلافًا خارجيًأ ممتلئًا بالإلكترونات؛ لذا فإنّه قادر على منح مزدوج إلكتروني، ويعدّ التفاعل:
{\displaystyle {\ce {BF3 + F- -> BF4-}}}
تفاعل حمض لويس مع قاعدة لويس.
تستطيع مركبات عناصر المجموعة 13 ذات الصيغة AX3 أن تسلك سلوك حوامض لويس، ويمكن كذلك لمركبات عناصر المجموعة 15 ذات الصيغة DY3 مثل الأمينات NR3 والفوسفينات PR3 أن تسلك سلوك قواعد لويس، وتكون نواتج الإضافة بين هذين النوعين من المركبات بالصيغة X3A←DY3 التي تحتوي على آصرة تناسقية يُعبَّر عنها بالرمز ← بين الذرة A (المستقبلة للزوج الإلكتروني) و D (المانحة للزو[ الإلكتروني). يمكن كذلك لمركبات عناصر المجموعة 16 ذات الصيغة DX2 أن تسلك سلوك قواعد لويس، ووفقًا لهذا فإنّ مركبات مثل الإيثرات R2O والثيوإيثرات R2S يمكن أن تسلك سلوك قواعد لويس. يمكن كذلك لأحادي أكسيد الكربون CO أن يسلك سلوك قاعدة لويس عند تفاعله مع ثلاثي فلوريد البورون لتكوين ناتج الإضافة F3B←CO.
تسمى المركبات التي تنتج من هذه التفاعلات والتي تحتوي على ذرات الفلزات بالمركبات التساهمية، إذ تساهم كل ربيطة Ligand بمنح زوج من الإلكترونات إلى أيون الفلز، ويمكن أن نعدّ التفاعل:
{\displaystyle {\ce {[Ag(H2O)4]+ 2NH3 -> [Ag(NH3)2]+ + 4H2O}}}
تفاعل حمض-قاعدة تحلّ فيه القاعدة الأقوى (الأمونيا) محلّ القاعدة الأضعف (الماء).
يجدر التنويه هنا إلى أنّ تعريف لويس متناغم مع تعريف برونستد ولوري لأنّ التفاعل:
{\displaystyle {\ce {H+ + OH- <=> H2O}}}
هو تفاعل حمض-قاعدة في كلا التعريفين.

## اقرأ أيضا
- معايرة حمض وقاعدة
- توزيع إلكتروني
- أحماض وقلويات لويس
- تركيب لويس
- بنية الطنين
- إضافة بروتون - نزع بروتون
- استبدال شغوف بالنواة وأكسدة-اختزال
- أس هيدروجيني